# Tangara cucullata
Tangara cucullata là một loài chim trong họ Thraupidae.